# Raiffeisenbank Biberach
Die Raiffeisenbank Biberach eG war eine Genossenschaftsbank mit juristischem Sitz in Ummendorf. Im Jahr 2022 wurde die Bank mit der Volksbank Ulm-Biberach eG verschmolzen.

## Geschäftsgebiet
Ihr Geschäftsgebiet umfasste den mittleren Teil des Landkreises Biberach.

## Geschichte
Am 29. Juni 2017 stimmten 80,22 % der Mitglieder der Raiffeisenbank Rottumtal eG für einen Zusammenschluss mit der Raiffeisenbank Riss-Umlach eG. Die Mitglieder der Raiffeisenbank Riss-Umlach eG bestätigten dieses Vorhaben bei der Generalversammlung vom 26. Juli 2017 mit 94 %. So entstand rückwirkend zum 1. Januar 2017 die neue Raiffeisenbank Biberach eG. Im Vorfeld haben bereits mehrere Zusammenschlüsse von Raiffeisenbanken stattgefunden. Den Grundstein legte die Raiffeisenbank Warthausen eG am 19. August 1893.